# Hít xà

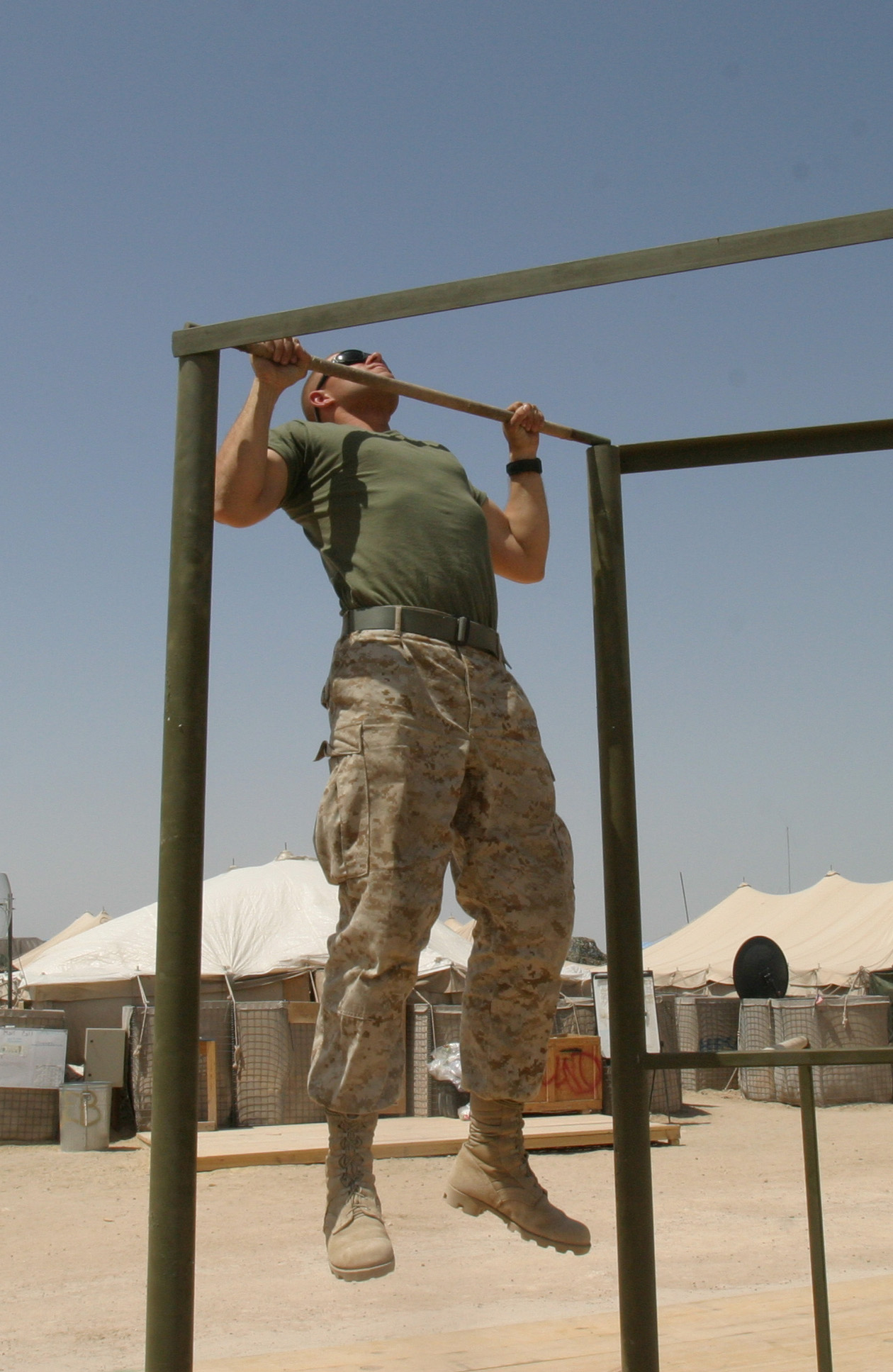
Một thủy quân Hoa Kỳ đang hít xà

Hít xà (hay đu xà) là một bài tập sức mạnh cho phần thân trên cơ thể. Hít xà là bài tập trong đó người tập dùng tay nắm thanh xà cố định và kéo cơ thể lên xuống. Khi đó, khuỷu tay uốn cong và vai khép rồi mở rộng.
Đây cũng là một trong những bài tập điển hình nhất của bộ môn Calisthenics.
Thuật ngữ chin-up, ngày xưa để chỉ việc hít xà lên đủ cao để cằm của mình cao hơn thanh xà (chin nghĩa là "cằm"), hít để tay ngửa hay sấp đều được, dùng nhiều từ những năm 1980. Ngày nay,  từ này được hiểu khác hơn,  chin-up dùng để chỉ việc hít xà mà tay để ngửa (lòng bàn tay hướng về phía mình), trong khi pull-up là hít xà nhưng để tay nằm sấp (lòng bàn tay hướng ra xa).
Hít xà sử dụng nhiều cơ khác nhau của thân trên cơ thể, bao gồm cả cơ lưng rộng (cơ xô, lats) và cơ nhị đầu cánh tay (biceps)  

## Thuật ngữ
Những thập kỷ trước, thuật ngữ pull-up cũng dùng để chỉ cả những bài tập nâng lên xuống thanh tạ. Những bài tập điển hình là bent-over row và upright row. 

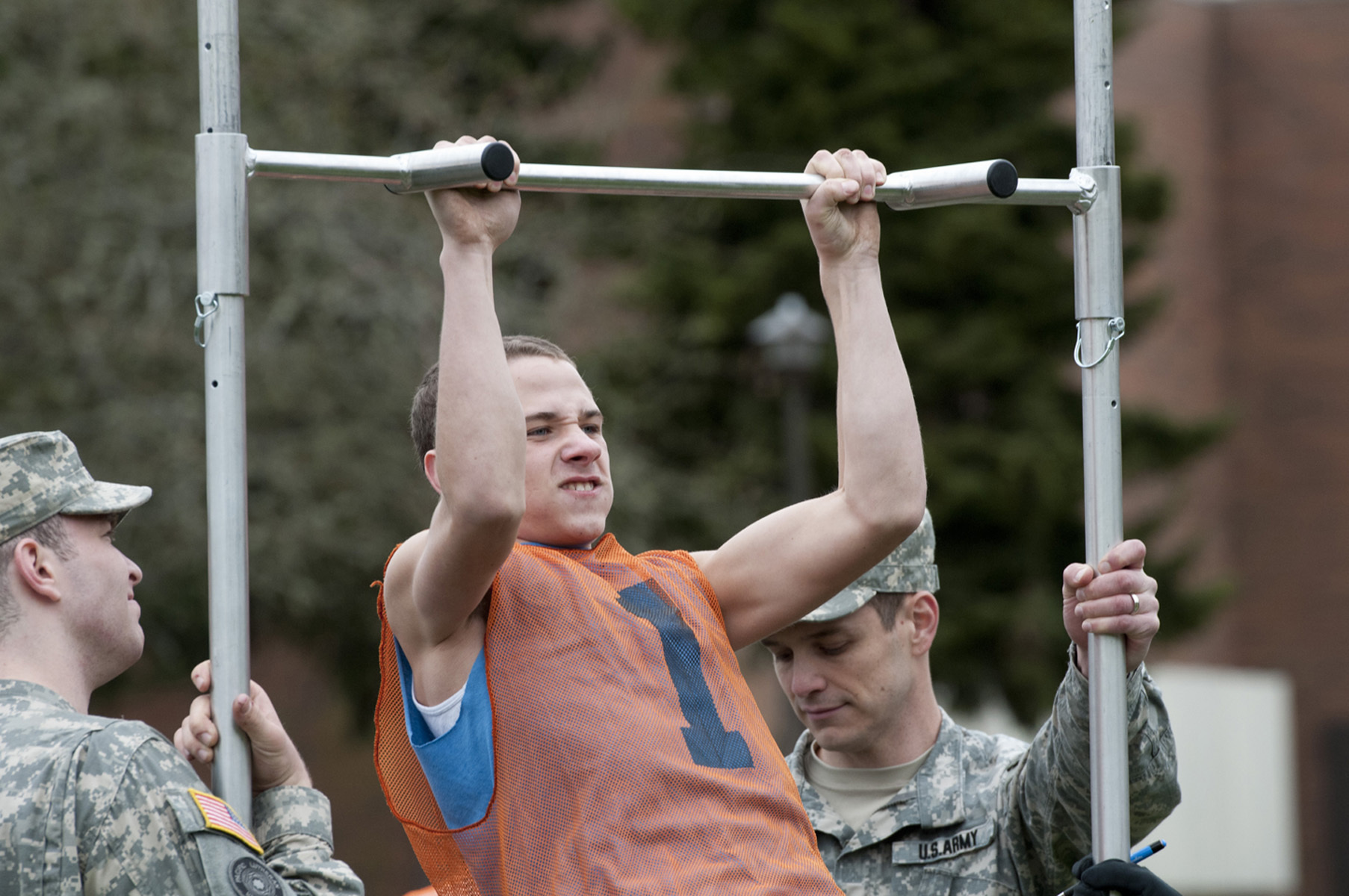

Một số nơi nói "pull-up" là đề cập về hít xà để tay nằm sấp, chẳng hạn như ở tổ chức Guinness Thế Giới, họ nói có sự khác biệt rất lớn giữa việc hít xà để tay sấp (lòng bàn tay hướng ra xa) và để tay ngửa (lòng bàn tay hướng về phía mình).Một số đã liên kết "kéo lên" với việc sử dụng một tay nắm quá tay (thuận tay; lòng bàn tay hướng ra xa). Tuy nhiên, một số nơi như Lực lượng Thủy quân Lục chiến Hoa Kỳ và Tổ chức Kéo co Thế giới, hít xà tay để ngửa và sấp đều gọi là "pull-up".
Nhiều biến thể của hít xà, ngoài việc đặt tên dựa vào cách nắm, còn có thể đặt tên dựa vào việc nâng cơ thể lên cao bao nhiêu, hoặc cách cơ thể đụng hay qua thanh xà. Ví dụ: "chest-up" hoặc "sternum-up", ý nói hít xà đụng ngực (chỗ xương ức).

## Kiểm tra thể chất

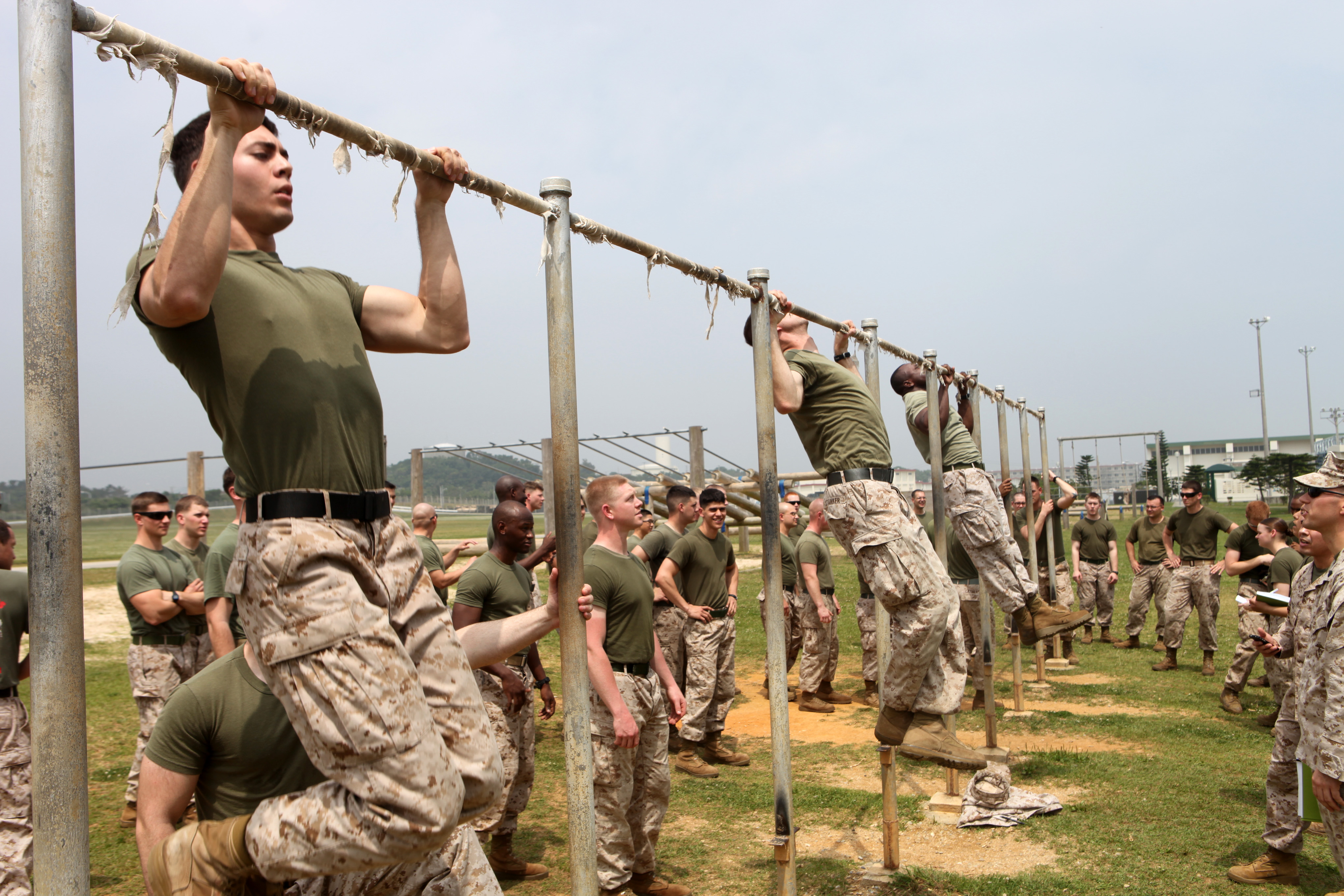
Đơn vị Thủy quân lục chiến đang thi kéo xà đội.

Hít xà là bài tập phổ biến để kiểm tra sức mạnh phần thân trên cơ thể, xem các "cơ kéo" mạnh thế nào.
Trong giới Calisthenics, đây cũng là một trong những bài tập cơ bản nhất để rèn luyện sức mạnh và dần thực hiện các kỹ thuật nâng cao của nó.
Chúng được Thủy quân lục chiến Hoa Kỳ sử dụng như một phần không thể thiếu trong Bài kiểm tra thể lực, mặc dù lính thủy đánh bộ cũng có thể chọn lựa thay thế bằng bài hít đất.
Hít xà cũng được sử dụng như một phần bài kiểm tra sức mạnh ở quân đội Singapore.

## Kĩ thuật
Hít xà thực hiện với cách cầm tay để ngửa (gọi là chin-up), để sấp (gọi là pull-up), hoặc để giữa, tức lòng bàn tay 2 tay hướng vào nhau (gọi là hammer pull-up). Cách cầm thanh xà thì có thể cầm 2 tay giống nhau hoặc khác nhau, chẳng hạn 1 tay để ngửa, 1 tay để sấp. Khi cầm cũng có thể xoay lúc chuyển động, chẳng hạn quay vòng xung quanh thanh xà. Biên độ khi hít xà cũng có thể khác nhau, hít hết biên độ là khi để dãn cánh tay thẳng qua đầu khi nắm (khuỷu tay để cao hơn vai), rồi hít lên thì cánh tay ở hai bên (khuỷu tay nằm dưới vai). Đôi khi người tập không hít hết biên độ, chẳng hạn như lúc nắm thanh xà không dãn hết tay (không khoá cơ), hoặc khi hít lên thì khuỷa tay chưa dưới vai.
Độ rộng khi nắm thanh xà cũng khác nhau. Có thể nắm hai tay cách nhau rộng bằng vai,  rộng hơn vai hoặc hẹp hơn vai. Hít rộng bằng vai giúp tối ưu phạm vi khi chuyển động hơn, từ đó thực hiện các kĩ thuật khó dễ dàng hơn

## Lợi ích
Hít xà là một bài tập điển hình trong Calisthenics, lí do là vì nó giúp nâng cao sức mạnh tương đối (relative strength) của người tập. Khi ta hít xà, ta nâng cả cơ thể lên với chuyện động lên xuống, và việc đó đòi hỏi sức mạnh được phối hợp bởi nhiều bộ phận của cơ thể, bao gồm cả khả năng giữ thăng bằng và độ bền. Việc này có nghĩa là  người nâng được tạ nặng hơn chưa chắc hít xà tốt hơn so với người nâng tạ nhẹ hơn.

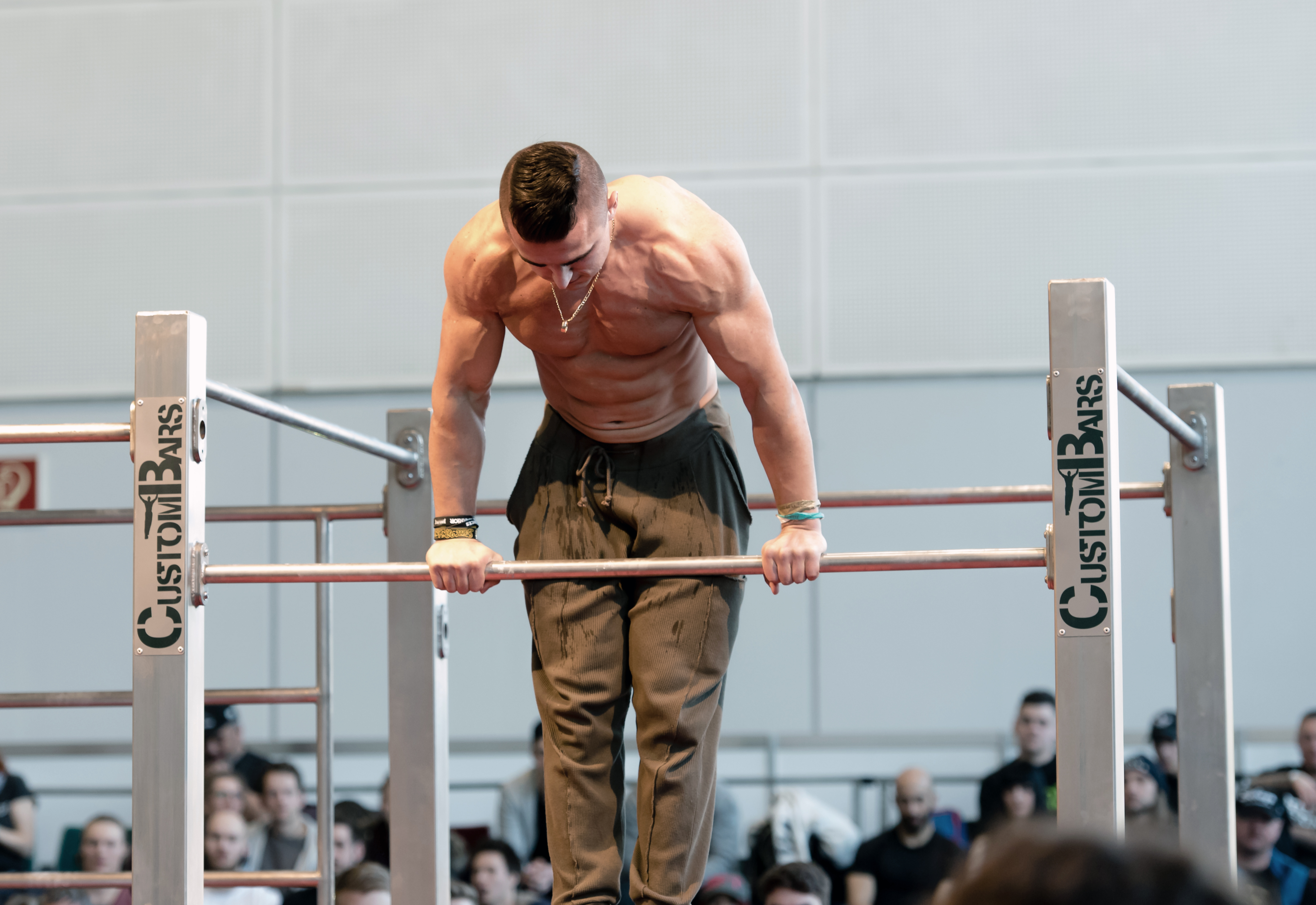
Muscle up, một phiên bản nâng cao của hít xà tiêu chuẩn

Một trong những thứ được tác động nhiều nhất khi tập kéo xà chính là cơ bắp ở lưng, điển hình là cơ lưng rộng (cơ xô), cơ thang, cơ dựng cột sống, cơ dưới gai; nên đây là bài tập hiệu quả để nâng cao sức mạnh phần lưng cơ thể. Ngoài phần lưng, hít xà cũng tăng cường sức mạnh cho đôi tay và vai do động tác kéo duỗi liên tục, người mới tập có thể bắt đầu bằng việc hít xà có hỗ trợ dây kháng lực hoặc chỉ đơn thuần là treo xà để tay đủ khoẻ.
Hít xà giúp nâng cao khả năng cầm nắm (grip). Khả năng này vô cùng quan trọng để nâng vật nặng, cũng như hỗ trợ cho các bộ môn thể thao khác và các hoạt động trong cuộc sống trở nên dễ dàng hơn.
Hít xà cũng góp phần trong nâng cao vóc dáng người tập, nhiều nghiên cứu cho thấy hít xà cũng hỗ trợ giảm mỡ tạng  (visceral fat), hạn chế tiểu đường tuýt 2.
Hít xà cũng như các bài tập thể dục khác, giúp nâng cao tinh thần người tập, người tập trở nên thoải mái hơn.

## Các cơ bắp được được sử dụng

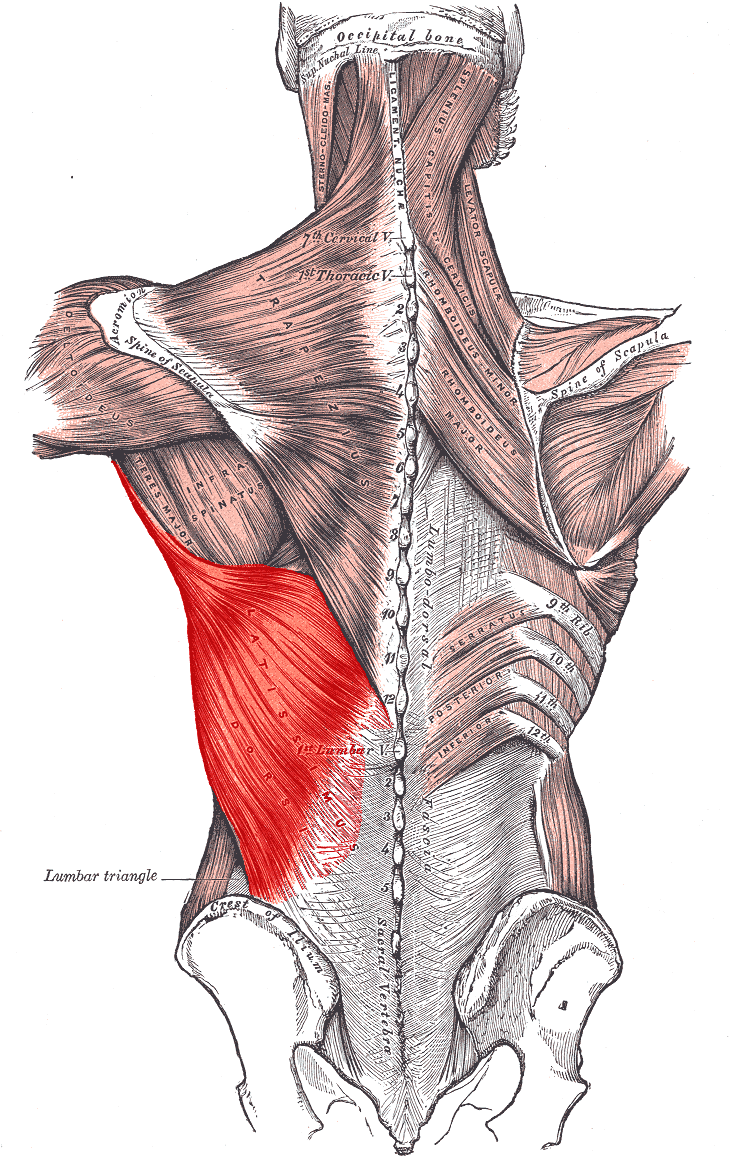
Cơ lưng rộng (cơ xô), một trong những cơ mà cơ thể sử dụng khi hít xà

Cử động duỗi, khép và dạng sang ngang của vai
- Cơ lưng rộng (cơ xô)
- Cơ delta (cơ vai sau)
- Cơ ngực lớn
- Cơ tròn lớn
- Cơ tròn bé
- Cơ dưới gai
- Đầu dài Cơ tam đầu cánh tay (cơ tay sau, triceps)
- Cơ quạ - cánh tay

Cử động khép và xoay trong xương vai
- Cơ thang
- Cơ nâng vai
- Các cơ trám
- Cơ ngực bé

Gấp khuỷu tay
- Cơ nhị đầu cánh tay (cơ tay trước, biceps)
- Cơ cánh tay
- Cơ cánh tay quay

Gấp ngón
- Cơ gấp các ngón tay nông
- Cơ gấp các ngón tay sâu
- Cơ duỗi ngón cái ngắn
- Cơ duỗi ngón cái dài
- Cơ gấp ngón út ngắn

Các cơ cố định không cho cột sống duỗi và xoay
- Cơ thẳng bụng
- Cơ chéo bụng trong
- Cơ chéo bụng ngoài

## Độ an toàn
Các tổ chức như Hội đồng thể dục Hoa Kỳ  khuyên  "nên cẩn thận để không gây căng thẳng quá mức lên vai trong quá trình tập luyện". Đau khuỷu tay do viêm gân, viêm bao hoạt dịch và loét dây thần kinh có thể xảy ra do hít xà quá mức và sai kỹ thuật.

## Một số biến thể
| Thí dụ                                                           | Thể loại |
| ---------------------------------------------------------------- | --- |
|                                                                  | Tiêu chuẩn Nắm chặt thanh xà sau đó kéo cơ thể lên cho đến khi cằm vượt qua thanh xà. Sau đó, hạ người xuống đến khi vai và tay dãn ra hết (tay vẫn đang giữ thanh xà). |
|                                                                  | Hít với tạ Hít kết hợp với tạ treo ở thắt lưng hoặc mặc thêm áo tạ, quần tạ... |
|                                                                  | Hít ra sau cổ Hít để thanh xà chạm vào gáy. |
|                                                                  | Hỗn hợp Hít xà một tay nắm để ngửa, một tay nắm để sấp |
|                                                                  | Hít xà Commando Còn gọi là cliffhanger pull-up, cơ thể đứng ngang theo chiều của thanh xà, hai tay đặt cạnh nhau, một tay sấp, một tay ngửa rồi kéo lên. |
|                                                                  | Hít xà một tay Hít xà bằng cách nắm thanh xà bằng một tay rồi kéo lên. Hít xà này cần có sức khoẻ đáng kể. |
|                                                                  | Hít xà một tay (hỗ trợ) Cách hít này dễ hơn so với hít xà một tay. Trong đó một tay nắm thanh xà, tay kia nắm vào cổ tay của tay đang nắm xà. |
| Khởi động kéo người leo núi · Kết thúc kéo lên của người leo núi | Hít xà kiểu người leo núi Giống hít xà tiêu chuẩn, nhưng khi kéo thì kéo về hết một phía, chẳng hạn qua trái, qua phải. |
|                                                                  | Kipping Hít xà tiêu chuẩn nhưng dễ hơn, cơ thể uốn người theo giúp người đó lấy đà kéo lên. |
| Bắt đầu kéo xương ức · Đầu kéo xương ức                          | Hít xà chạm ngực Hít xà nhưng biên độ xa hơn, kéo xà cao tới khi ngực chạm thanh xà. |
|                                                                  | Muscle-up Hít xà này kéo cơ thể lên biên độ tối đa, kéo cơ thể lên cao lên đến mức tay được dãn hết cỡ, gần giống như đang dip. |
|                                                                  | Hít xà giơ chân (Extended Leg Pull-up) Hít xà tiêu chuẩn nhưng giữ hai chân lên cao. |
|                                                                  | Hít xà có hỗ trợ Hít xà nhưng có dây trợ lực buộc ở thanh kéo, người tập để chân hoặc đầu gối lên chỗ vòng dây ở dưới. Dây trợ lực gánh một phần trong lượng cơ thể, đồng thời giúp cơ bắp người tập kiểm soát chuyện động của mình khi hít xà hơn. Cũng có khi người ta sử dụng một cái máy trợ lực có tạ ở đầu bên kia để nâng một phần cơ thể. |
|                                                                  | Hít xà kiểu Úc (Australia Pull-up) Động tác này được thực hiện với thanh xà thấp, cách mặt đất tầm 0.6m đến 0.9m (2-3 feet). Người tập nằm ngửa dưới thanh, tay nắm thanh tạ. Kéo cơ thể sao cho ngực chạm thanh xà. Hít xà phiên bản này dễ dàng hơn so với tiêu chuẩn, gần giống hít đất, thường dùng để tập bổ trợ.                            |

## Kỷ lục thế giới  trong hít xà (tay để sấp)

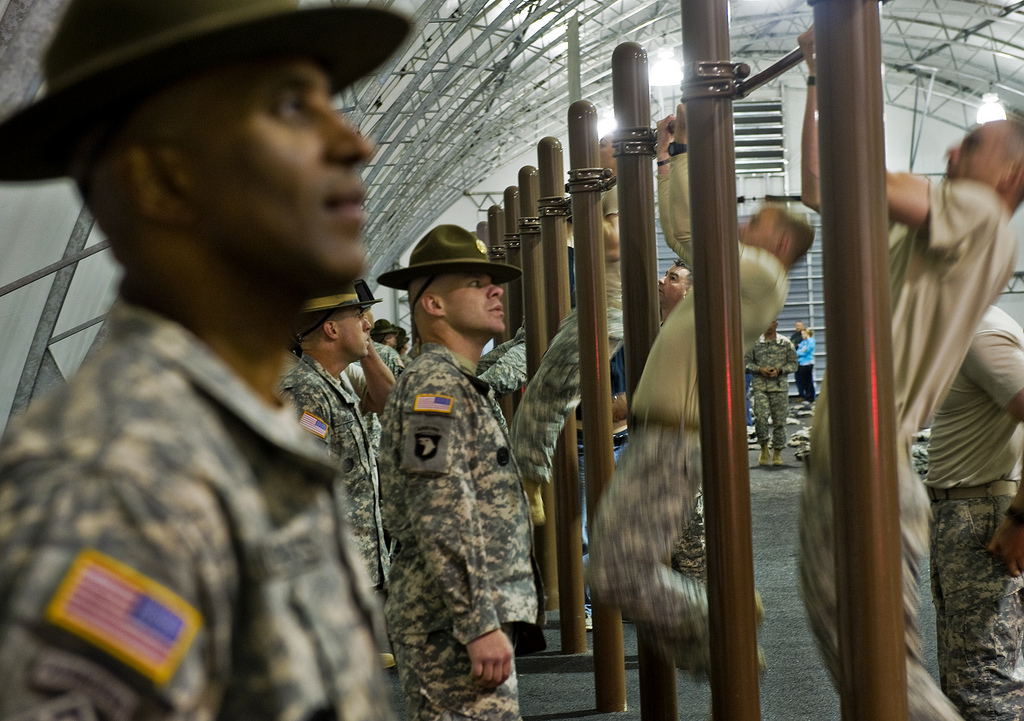

### Kỷ lục Guinness thế giới
Hít xà tiêu chuẩn bằng trọng lượng cơ thể:
- Nhiều nhất trong 60 giây: 78 bởi Ben Adams vào năm 2019 [8]
- Nhiều nhất trong 1 giờ: 1124 bởi Jan Kares năm 2018.[9]
- Nhiều nhất trong 6 giờ: 3.893 bởi Jan Kares năm 2018.[10]
- Nhiều nhất trong 12 giờ: 5.742 bởi Andrew Shapiro trong năm 2016.[11]
- Nhiều nhất trong 24 giờ: 7.600 bởi John Orth ngày 11 tháng 6 năm 2016.[12]
- Nhiều nhất trong 24 giờ (Nữ): 3.737 bởi Eva Clarke trong năm 2016.[13]

Hít xà bằng trọng lượng cơ thể (biến thể):
- Hít xà vỗ tay nhiều nhất trong một phút: 30 bởi Blake Augustine vào tháng 12 năm 2015.[14] Video [15]
- Hít xà một tay nhiều nhất trong một phút: 17 của George Gaydardzhiev 2012.
- Hít xà bằng 2 ngón út liên tiếp nhiều nhất: 33 của Tazio Gavioli (Ý) 2018.[16]
- Muscle-up liên tục nhiều nhất: 33 của Jarryd Rubinstein (Úc) 2010.[17]
- Hít xà một tay liên tục nhiều nhất là 22 của Rob Chisnall (CA), trong Sách Kỷ lục Guinness Thế giới (1989).[18]

Hít xà có tạ:
- Hít xà với tạ nặng nhất: 104,55 kg (230,49 pound) của David Marchante vào năm 2016.[19]
- Hít xà với tạ 40 pound (18,14 kg) nhiều nhất trong một phút: 31 của Ron Cooper (Hoa Kỳ) ở Marblehead, Massachusetts, Hoa Kỳ, vào ngày 7 tháng 9 năm 2017 [20]
- Hít xà với tạ 60 pound (27,21 kg) nhiều nhất trong một phút: 23 của Ron Cooper vào năm 2016.[21]
- Hít xà với tạ 100 pound (45,36 kg) nhiều nhất trong một phút: 14 bởi Steven Proto vào ngày 15 tháng 10 năm 2014.[22]

### RecordHolders.Org
Ghi nhận vào tháng 1 năm 2015, số lần hít xà nhiều nhất trong một khoảng thời gian nhất định:
- 3 phút: 100 của Ngô Xuân Chuyên (người Việt) năm 1988 trong cuộc thi "Strongest Soldier in Vietnam"

### alternativerecords.co.uk
- Tổng trọng lượng kéo lên nặng nhất: 533 pound (242 kg) của Mark Fisher (Mỹ) vào ngày 28 tháng 4 năm 2012 [24]
- Hít xà nhiều nhất với đĩa tạ 45 lb (20,41 kg): 33 bởi Damina Longs (Hoa Kỳ) vào ngày 28 tháng 3 năm 2016 [24][25]